# Championnat du monde de Formule 1 1963
Navigation
1962 1964
Le championnat du monde de Formule 1 1963 a été remporté par le Britannique Jim Clark sur une Lotus-Climax. Lotus remporte le championnat du monde des constructeurs.

## Règlement sportif
- Seuls les 6 meilleurs résultats sont retenus.
- L'attribution des points s'effectue selon le barème 9, 6, 4, 3, 2, 1.

## Règlement technique
- Moteurs atmosphériques de 1 500 cm³
- Moteurs suralimentés interdits

## Principaux engagés
Les deux grandes équipes de 1962 conservent leur effectif inchangé : BRM réitère sa confiance au duo Graham Hill - Richie Ginther alors que Lotus conserve la paire Jim Clark - Trevor Taylor. Pas de changements non plus chez Cooper où l'on retrouve Bruce McLaren et Tony Maggs.
Du côté des outsiders les changements sont nombreux, à commencer par la Scuderia Ferrari à nouveau secouée par les drames et les polémiques. Au décès du jeune espoir mexicain Ricardo Rodríguez fin 1962 dans une course hors-championnat se sont ajoutées les départs de Phil Hill et Giancarlo Baghetti, en conflit avec leur nouveau directeur sportif et partis rejoindre les rebelles de ATS. Pour les remplacer, Ferrari fait appel à l'ancien motard John Surtees souvent à son avantage la saison précédente sur la Lola.
Enfin Porsche, malgré la victoire de Dan Gurney au Grand Prix de France 1962 se retire pour se concentrer sur les épreuves de Voitures de Sport. Dan Gurney a trouvé refuge chez Brabham.
Liste complète des écuries et pilotes ayant couru dans le championnat 1963 de Formule 1 organisé par la FIA.
| Écurie                      | Constructeur   | Châssis      | Moteur                                                   | Pneus | Pilotes                 | Courses   |
| --------------------------- | -------------- | ------------ | -------------------------------------------------------- | ----- | ----------------------- | --------- |
| Brabham Racing Organisation | Lotus Brabham  | 25 BT7 BT3   | Climax FWMV 1.5 V8                                       | D     | Jack Brabham            | Toutes    |
| Brabham Racing Organisation | Lotus Brabham  | 25 BT7 BT3   | Climax FWMV 1.5 V8                                       | D     | Dan Gurney              | Toutes    |
| Owen Racing Organisation    | BRM            | P57 P61      | BRM P56 1.5 V8 BRM P60 1.5 V8                            | D     | Richie Ginther          | Toutes    |
| Owen Racing Organisation    | BRM            | P57 P61      | BRM P56 1.5 V8 BRM P60 1.5 V8                            | D     | Graham Hill             | Toutes    |
| Cooper Car Company          | Cooper         | T66          | Climax FWMV 1.5 V8                                       | D     | Bruce McLaren           | Toutes    |
| Cooper Car Company          | Cooper         | T66          | Climax FWMV 1.5 V8                                       | D     | Tony Maggs              | Toutes    |
| Team Lotus                  | Lotus          | 25           | Climax FWMV 1.5 V8                                       | D     | Jim Clark               | Toutes    |
| Team Lotus                  | Lotus          | 25           | Climax FWMV 1.5 V8                                       | D     | Trevor Taylor           | 1-6, 8-10 |
| Team Lotus                  | Lotus          | 25           | Climax FWMV 1.5 V8                                       | D     | Peter Arundell          | 4         |
| Team Lotus                  | Lotus          | 25           | Climax FWMV 1.5 V8                                       | D     | Mike Spence             | 7         |
| Team Lotus                  | Lotus          | 25           | Climax FWMV 1.5 V8                                       | D     | Pedro Rodríguez         | 8-9       |
| Rob Walker Racing Team      | Cooper         | T60          | Climax FWMV 1.5 V8                                       | D     | Joakim Bonnier          | Toutes    |
| British Racing Partnership  | Lotus BRP      | 24 Mk 1      | BRM P56 1.5 V8                                           | D     | Jim Hall                | 1-9       |
| British Racing Partnership  | Lotus BRP      | 24 Mk 1      | BRM P56 1.5 V8                                           | D     | Innes Ireland           | 1-7       |
| Reg Parnell Racing          | Lola Lotus     | Mk4A 24      | Climax FWMV 1.5 V8 BRM P56 1.5 V8                        | D     | Chris Amon              | 1-7, 9    |
| Reg Parnell Racing          | Lola Lotus     | Mk4A 24      | Climax FWMV 1.5 V8 BRM P56 1.5 V8                        | D     | Maurice Trintignant     | 1, 4      |
| Reg Parnell Racing          | Lola Lotus     | Mk4A 24      | Climax FWMV 1.5 V8 BRM P56 1.5 V8                        | D     | Lucien Bianchi          | 2         |
| Reg Parnell Racing          | Lola Lotus     | Mk4A 24      | Climax FWMV 1.5 V8 BRM P56 1.5 V8                        | D     | Masten Gregory          | 4-5, 7-9  |
| Reg Parnell Racing          | Lola Lotus     | Mk4A 24      | Climax FWMV 1.5 V8 BRM P56 1.5 V8                        | D     | Mike Hailwood           | 5, 7      |
| Reg Parnell Racing          | Lola Lotus     | Mk4A 24      | Climax FWMV 1.5 V8 BRM P56 1.5 V8                        | D     | John Campbell-Jones     | 5         |
| Reg Parnell Racing          | Lola Lotus     | Mk4A 24      | Climax FWMV 1.5 V8 BRM P56 1.5 V8                        | D     | Rodger Ward             | 8         |
| Reg Parnell Racing          | Lola Lotus     | Mk4A 24      | Climax FWMV 1.5 V8 BRM P56 1.5 V8                        | D     | Hap Sharp               | 8-9       |
| Scuderia Ferrari SpA SEFAC  | Ferrari        | 156          | Ferrari 178 1.5 V6                                       | D     | Willy Mairesse          | 1-2, 6    |
| Scuderia Ferrari SpA SEFAC  | Ferrari        | 156          | Ferrari 178 1.5 V6                                       | D     | John Surtees            | Toutes    |
| Scuderia Ferrari SpA SEFAC  | Ferrari        | 156          | Ferrari 178 1.5 V6                                       | D     | Ludovico Scarfiotti     | 3-4       |
| Scuderia Ferrari SpA SEFAC  | Ferrari        | 156          | Ferrari 178 1.5 V6                                       | D     | Lorenzo Bandini         | 7-10      |
| Bernard Collomb             | Lotus          | 24           | Climax FWMV 1.5 V8                                       | D     | Bernard Collomb         | 1, 6      |
| Siffert Racing Team         | Lotus          | 24           | BRM P56 1.5 V8                                           | D     | Joseph Siffert          | 1-9       |
| Scirocco Racing Cars        | Scirocco       | SP           | BRM P56 1.5 V8                                           | D     | Tony Settember          | 2, 4-7    |
| Scirocco Racing Cars        | Scirocco       | SP           | BRM P56 1.5 V8                                           | D     | Ian Burgess             | 5-6       |
| Automobili Turismo e Sport  | ATS            | 100          | ATS 100 1.5 V8                                           | D     | Phil Hill               | 2-3, 7-9  |
| Automobili Turismo e Sport  | ATS            | 100          | ATS 100 1.5 V8                                           | D     | Giancarlo Baghetti      | 2-3, 7-9  |
| Écurie Maarsbergen          | Porsche        | 718          | Porsche 547/3 1.5 Flat-4                                 | D     | Carel Godin de Beaufort | 2-3, 5-10 |
| Écurie Maarsbergen          | Porsche        | 718          | Porsche 547/3 1.5 Flat-4                                 | D     | Gerhard Mitter          | 3, 6      |
| Scuderia Filipinetti        | Lotus          | 24           | BRM P56 1.5 V8                                           | D     | Phil Hill               | 4         |
| Scuderia Centro Sud (en)    | BRM Cooper     | P57 T60 T53  | BRM P56 1.5 V8 Climax FWMV 1.5 V8 Maserati 6-1500 1.5 L4 | D     | Lorenzo Bandini         | 4-6       |
| Scuderia Centro Sud (en)    | BRM Cooper     | P57 T60 T53  | BRM P56 1.5 V8 Climax FWMV 1.5 V8 Maserati 6-1500 1.5 L4 | D     | Mario de Araujo Cabral  | 6-7       |
| Scuderia Centro Sud (en)    | BRM Cooper     | P57 T60 T53  | BRM P56 1.5 V8 Climax FWMV 1.5 V8 Maserati 6-1500 1.5 L4 | D     | Ernesto Brambilla       | 7         |
| Scuderia Centro Sud (en)    | BRM Cooper     | P57 T60 T53  | BRM P56 1.5 V8 Climax FWMV 1.5 V8 Maserati 6-1500 1.5 L4 | D     | Maurice Trintignant     | 7         |
| Scuderia Centro Sud (en)    | BRM Cooper     | P57 T60 T53  | BRM P56 1.5 V8 Climax FWMV 1.5 V8 Maserati 6-1500 1.5 L4 | D     | Moisés Solana           | 9         |
| DW Racing Enterprises       | Lola           | Mk4          | Climax FWMV 1.5 V8                                       | D     | Bob Anderson            | 5, 7      |
| Ian Raby Racing             | Gilby          | 62           | BRM P56 1.5 V8                                           | D     | Ian Raby                | 5-7       |
| Kurt Kuhnke                 | Lotus          | 18           | Borgward 1500 RS 1.5 L4                                  | D     | Kurt Kuhnke             | 6         |
| Tim Parnell                 | Lotus          | 18-21        | Climax FPF 1.5 L4                                        | D     | André Pilette           | 6         |
| Tim Parnell                 | Lotus          | 18-21        | Climax FPF 1.5 L4                                        | D     | Tim Parnell             | 6         |
| Scuderia Settecolli         | De Tomaso      | F1           | Ferrari 178 1.5 V6                                       | D     | Roberto Lippi           | 7         |
| André Pilette               | Lotus          | 18-21        | Climax FPF 1.5 L4                                        | D     | André Pilette           | 7         |
| Canadian Stebro Racing      | Stebro         | Mk IV        | Ford 109E 1.5 L4                                         | D     | Peter Broeker           | 8         |
| Lawson Organisation         | Lotus          | 21           | Climax FPF 1.5 L4                                        | D     | Ernie Pieterse          | 10        |
| Selby Auto Spares           | Lotus          | 24           | BRM P56 1.5 V8                                           | D     | Paddy Driver            | 10        |
| Otelle Nucci                | LDS Alfa Romeo | Mk 1 Special | Alfa Romeo Giulietta 1.5 L4                              | D     | Doug Serrurier          | 10        |
| Otelle Nucci                | LDS Alfa Romeo | Mk 1 Special | Alfa Romeo Giulietta 1.5 L4                              | D     | Peter de Klerk          | 10        |
| John Love                   | Cooper         | T55          | Climax FPF 1.5 L4                                        | D     | John Love               | 10        |
| Sam Tingle                  | LDS            | Mk 1         | Alfa Romeo Giulietta 1.5 L4                              | D     | Sam Tingle              | 10        |
| Ted Lanfear                 | Lotus          | 22           | Ford 109E 1.5 L4                                         | D     | Brausch Niemann         | 10        |
| David Prophet               | Brabham        | BT6          | Ford 109E 1.5 L4                                         | D     | David Prophet           | 10        |
| Scuderia Lupini             | Cooper         | T51          | Maserati 6-1500 1.5 L4                                   | D     | Trevor Blokdyk          | 10        |

## Résumé du championnat du monde 1963
Champion du monde en titre, Graham Hill entame la saison par une victoire à Monaco où l'homme fort de la course aura été Jim Clark, contraint de renoncer sur ennuis de boîte de vitesses alors qu'il avait la course en main.
Clark prend sa revanche à Spa sous la pluie, les ennuis récurrents affectant la boîte de vitesses de sa Lotus ne l'empêchant pas de s'imposer avec près d'un tour d'avance sur le néo-zélandais Bruce McLaren. Déjà troisième à Monaco, McLaren s'empare de la tête du championnat.
Nouvelle démonstration de Clark à Zandvoort (course en tête de bout en bout, avec un tour d'avance sur tout le monde et meilleur tour en course), à Reims (encore un Chelem) puis à Silverstone. L'écossais prend la tête du championnat du monde.
La concurrence redresse la barre au Nürburgring. Seulement deuxième, le pilote écossais ne peut s'opposer à John Surtees qui remporte sa première victoire en Formule 1. Le Nürburgring n'est qu'une parenthèse dans la marche triomphale de Clark qui renoue avec le succès en Italie, décrochant du même coup le titre de champion du monde.
À Watkins Glen, Graham Hill retrouve le chemin de la victoire. Les deux dernières épreuves de la saison sont à nouveau remportées par Clark qui, avec sept victoires en une saison, établit un nouveau record.

## Grands Prix de la saison 1963
| no  | Date        | Grand Prix                    | Lieu              | Vainqueur    | Écurie       | Pole position | Record du tour | Résumé |
| --- | ----------- | ----------------------------- | ----------------- | ------------ | ------------ | ------------- | -------------- | ------ |
| 112 | 26 mai      | Grand Prix de Monaco          | Monaco            | Graham Hill  | BRM          | Jim Clark     | John Surtees   | Résumé |
| 113 | 9 juin      | Grand Prix de Belgique        | Spa-Francorchamps | Jim Clark    | Lotus-Climax | Graham Hill   | Jim Clark      | Résumé |
| 114 | 23 juin     | Grand Prix des Pays-Bas       | Zandvoort         | Jim Clark    | Lotus-Climax | Jim Clark     | Jim Clark      | Résumé |
| 115 | 30 juin     | Grand Prix de France          | Reims             | Jim Clark    | Lotus-Climax | Jim Clark     | Jim Clark      | Résumé |
| 116 | 20 juillet  | Grand Prix de Grande-Bretagne | Silverstone       | Jim Clark    | Lotus-Climax | Jim Clark     | John Surtees   | Résumé |
| 117 | 4 août      | Grand Prix d'Allemagne        | Nürburgring       | John Surtees | Ferrari      | Jim Clark     | John Surtees   | Résumé |
| 118 | 8 septembre | Grand Prix d'Italie           | Monza             | Jim Clark    | Lotus-Climax | John Surtees  | Jim Clark      | Résumé |
| 119 | 6 octobre   | Grand Prix des États-Unis     | Watkins Glen      | Graham Hill  | BRM          | Graham Hill   | Jim Clark      | Résumé |
| 120 | 27 octobre  | Grand Prix du Mexique         | Mexico            | Jim Clark    | Lotus-Climax | Jim Clark     | Jim Clark      | Résumé |
| 121 | 28 décembre | Grand Prix d'Afrique du Sud   | East London       | Jim Clark    | Lotus-Climax | Jim Clark     | Dan Gurney     | Résumé |

## Classement des pilotes
| Classement | Pilote                  | Pays                 | Voiture        | Nombre de points |
| ---------- | ----------------------- | -------------------- | -------------- | ---------------- |
| 1er        | Jim Clark               | Royaume-Uni          | Lotus-Climax   | 54 (73)          |
| 2e         | Graham Hill             | Royaume-Uni          | BRM            | 29               |
| 3e         | Richie Ginther          | États-Unis           | BRM            | 29 (34)          |
| 4e         | John Surtees            | Royaume-Uni          | Ferrari        | 22               |
| 5e         | Dan Gurney              | États-Unis           | Brabham-Climax | 19               |
| 6e         | Bruce McLaren           | Nouvelle-Zélande     | Cooper-Climax  | 17               |
| 7e         | Jack Brabham            | Australie            | Brabham-Climax | 14               |
| 8e         | Tony Maggs              | Afrique du Sud       | Cooper-Climax  | 9                |
| 9e         | Innes Ireland           | Royaume-Uni          | BRP-BRM        | 6                |
| 10e        | Lorenzo Bandini         | Italie               | BRM et Ferrari | 6                |
| 11e        | Joakim Bonnier          | Suède                | Cooper-Climax  | 6                |
| 12e        | Gerhard Mitter          | Allemagne de l'Ouest | Porsche        | 3                |
| 13e        | Jim Hall                | États-Unis           | Lotus-BRM      | 3                |
| 14e        | Carel Godin de Beaufort | Pays-Bas             | Porsche        | 2                |
| 15e        | Joseph Siffert          | Suisse               | Lotus-BRM      | 1                |
| 16e        | Trevor Taylor           | Royaume-Uni          | Lotus-Climax   | 1                |
| 17e        | Ludovico Scarfiotti     | Italie               | Ferrari        | 1                |

## Classement des constructeurs
| Classement | Pays                 | Voiture        | Nombre de points |
| ---------- | -------------------- | -------------- | ---------------- |
| 1er        | Royaume-Uni          | Lotus-Climax   | 54               |
| 2e         | Royaume-Uni          | BRM            | 36               |
| 3e         | Royaume-Uni          | Brabham-Climax | 28               |
| 4e         | Italie               | Ferrari        | 26               |
| 5e         | Royaume-Uni          | Cooper-Climax  | 25               |
| 6e         | Royaume-Uni          | BRP-BRM        | 6                |
| 7e         | Allemagne de l'Ouest | Porsche        | 5                |
| 8e         | Royaume-Uni          | Lotus-BRM      | 4                |

## Liste des Grands Prix disputés cette saison ne comptant pas pour le championnat du monde de Formule 1
| Nom                                | Circuit          | Date          | Vainqueur      | Constructeur   |
| ---------------------------------- | ---------------- | ------------- | -------------- | -------------- |
| IVe Lombank Trophy                 | Snetterton       | 30 mars       | Graham Hill    | BRM            |
| XXIIIe Grand Prix de Pau           | Pau              | 15 avril      | Jim Clark      | Lotus-Climax   |
| XIe Glover Trophy                  | Goodwood         | 15 avril      | Innes Ireland  | Lotus-BRM      |
| IVe Grand Prix d'Imola             | Imola            | 21 avril      | Jim Clark      | Lotus-Climax   |
| XIVe Grand Prix de Syracuse        | Syracuse         | 25 avril      | Joseph Siffert | Lotus-BRM      |
| XIXe BARC Aintree 200              | Aintree          | 27 avril      | Graham Hill    | BRM            |
| XVIe BRDC International Trophy     | Silverstone      | 11 mai        | Jim Clark      | Lotus-Climax   |
| XVe Grand Prix de Rome             | Vallelunga       | 19 mai        | Bob Anderson   | Lola-Climax    |
| IIIe Solituderennen                | Solitudering     | 28 juillet    | Jack Brabham   | Brabham-Climax |
| XIIe Kanonloppet                   | Karlskoga        | 11 août       | Jim Clark      | Lotus-Climax   |
| IIIe Grand Prix de la Méditerranée | Enna Pergusa     | 18 août       | John Surtees   | Ferrari        |
| Ier Grand Prix d'Autriche          | Zeltweg Airfield | 1er septembre | Jack Brabham   | Brabham-Climax |
| Xe International Gold Cup          | Oulton Park      | 21 septembre  | Jim Clark      | Lotus-Climax   |
| IVe Grand Prix de Rhodésie         | Bulawayo         | 1er décembre  | John Love      | Cooper-Climax  |
| VIe Grand Prix du Rand             | Kyalami          | 14 décembre   | John Surtees   | Ferrari        |